# Madonna
Madonna Louise Veronica Ciccone, znana kot Madonna, ameriška pop kantavtorica, glasbena producentka in igralka, * 16. avgust 1958, Bay City, Michigan.

## Življenjepis
Madonna Louise Veronica Ciccone se je rodila 16. avgusta 1958 v Bay Cityu, Michigan. Njen oče Silvio-Anthony Ciccone je Američan italijanskega porekla, mama Madonna-Louise Fortin pa je bila Kanadčanka francoskega rodu. Mnogi mislijo, da je Madonna umetniško ime,a je svoje ime dobila po materi. Da se razlikuje od matere so ji z 8 leti  pri obhajilu dodali ime Veronica.
Ko je bila stara pet let je njena mati umrla za rakom. Madonnina materino smrt je zelo težko prenesla, posledično je to imelo velik vpliv na njen razvoj. Kmalu se je njen oče poročil s hišno pomočnico Joan Gustafson, ki jo Madonna ni nikdar sprejela.
Ko je bila stara dvanajst, se je vpisala v več katoliških visokih šol (St Andrew, St. Fredericks, Montmartre). Tam se je naučila jazza, plesa, baleta in vadila je gimnastiko. Nato je pri 17-ih letih odšla v  New York, kjer se je želela uveljaviti v sodobnem plesu. Po nastopanju kot članica pop glasbenih skupin Breakfast Club in Emmy je leta 1983 izdala svoj po sebi imenovan prvi album in nato v 1980. letih posnela tri zaporedne studijske albume, ki so se vsi povzpeli na prvo mesto lestvice Billboard 200.
Madonnina v svojem delu raziskuje religiozno simboliko in spolne teme, zaradi česar je bila v poznih 1980. letih deležna tudi obilne graje Vatikana. Leta 1992 je ustanovila podjetje za zabavno industrijo Maverick, v okviru katerega je izdala knjigo fotografij (Seks). Izdala je tudi studijski album (Erotica) in nastopila v filmu z erotičnimi temami (Obremenilni dokaz). Tovrstno pojavljanje v javnosti ji je prineslo negativno publiciteto ter upad komercialne prodaje v 1990. letih. Ponovni uspeh ji je leta 1998 prinesla izdaja albuma Ray of Light, ta je bil deležen tudi priznanja kritikov. Nato je posnela še štiri odlično sprejete studijske albume.
Madonna je nastopila tudi v 22 filmih. Čeprav jih je tako po kritični kot komercialni plati precej propadlo, je za vlogo v filmu Evita leta 1996 prejela zlati globus. Po ločitvi od igralca Seana Penna je Madonna zanosila s svojim osebni trenerjem Carlosom Leonom, rodila hči in se nato poročila s filmskim režiserjem Guyjem Ritchiejem. Z Richiejem imata sina, leta 2008 pa sta posvojila tudi Malavijca Davida Bando, pri čemer so se v medijih pojavile obtožbe, da sta kršila malavijski zakon o posvojitvi.
Nekatera občila so Madonno poimenovala »ena od največjih pop ustvarjalcev vseh časov« ter »kraljica popa«. S 63 milijoni certificiranih albumov je Madonna po podatkih Zveze ameriške fonografske industrije najbolje prodajana rockovska ustvarjalka dvajsetega stoletja in druga najbolje prodajana umetnica v Združenih državah Amerike. Guinnessova knjiga rekordov jo navaja kot najuspešnejšo glasbeno umetnico vseh časov (prodanih čez 200 milijonov posnetkov) in najbogatejšo pevko, katere premoženje presega vrednost 400 milijonov ameriških dolarjev. 10. marca 2008 so jo predstavili tudi v muzeju Rock and Roll Hall of Fame.

## Diskografija

### Uspešnice
- 1982: Everybody
- 1983: Burning up, Holiday
- 1984: Lucky star, Borderline, Like a virgin, Material girl
- 1985: Crazy for you, Angel, Into the groove, Dress you up, Gambler
- 1986: Live to tell, Papa don't preach, True blue, Open your heart
- 1987: La isla bonita, Who's that girl, Causing a commotion, The look of love
- 1988: Spotlight
- 1989: Like a prayer, Express yourself, Cherish, Oh father, Dear Jessie
- 1990: Keep it together, Vogue, Hanky panky, Justify my love
- 1991: Rescue me
- 1992: This used to be my playground, Erotica, Deeper and deeper
- 1993: Bad girl, Fever, Rain, Bye bye baby
- 1994: I'll remember, Secret, Take a bow
- 1995: Bedtime story, Human nature, You'll see
- 1996: One more chance, Love don't live here anymore, You must love me, Don't cry for me Argentina
- 1997: Another suitcase in another hall
- 1998: Frozen, Ray of light, Drowned world (substitute for love), The power of good-bye
- 1999: Nothing really matters, Beautiful stranger
- 2000: American pie, Music, Don't tell me
- 2001: What it feels like for a girl
- 2002: Die another day
- 2003: American life, Hollywood, Me against the music (Britney Spears), Nothing fails, Love profusion
- 2005: Hung up
- 2006: Sorry, Get together, Jump
- 2007: Hey you
- 2008: 4 minutes (Justin Timberlake in Timbaland), Give it 2 me, Miles away
- 2009: Celebration, Revolver (Lil Wayne)
- 2012: Give me all your luvin (M.I.A. in Nicki Minaj), Girl gone wild, Masterpiece, Turn up the radio
- 2014: Living for love
- 2015: Ghosttown, Bitch I'm Madonna, Hold Tight
- 2019: Medellín (feat. Maluma), Crave (feat. Swae Lee), I Rise
- 2020: I Don't Search I Find, Levitating (feat. Dua Lipa, the Blessed Madonna, Missy Elliott)

### Studijski albumi
- Madonna (1983)
- Like a Virgin (1984)
- True Blue (1987)
- Like a Prayer (1989)
- Erotica (1992)
- Bedtime Stories (1994)
- Ray of Light (1998)
- Music (2000)
- American Life (2003)
- Confessions on a Dance Floor (2005)
- Hard Candy (2008)
- MDNA (2012)
- Rebel Heart (2015)
- Madame X (2019)

### Filmski albumi
- Who's that girl (1987)
- I'm breathless (1990)
- Evita (1996)

### Kompilacije
- You Can Dance (1987)
- The Immaculate Collection (1991)
- Something to Remember(1995)
- GHV2 (2001)
- Remixed and Revisited (2003)
- Celebration (2009)

### Albumi v živo
- I'm going to tell you a secret (2006)
- The confessions tour (2007)
- Sticky & sweet tour (2010)
- MDNA world tour (2013)

## Turneje
- The Virgin Tour (1985)
- Who's That Girl Tour (1987)
- Blond Ambition Tour (1990)
- The Girlie Show World Tour (1993)
- Drowned World Tour (2001)
- Re-Invention Tour (2004)
- Confessions tour (2006)
- Sticky & Sweet Tour (2008–2009)
- The MDNA tour (2012)
- Rebel heart tour (2015)

## Glasbena sodelovanja
- 1989: Love song - Prince
- 1992: Did you do it - Dave Murphy in Mark Goodman
- 1994: I'd rather be your lover - Meshell Ndegeocello
- 2003: Me against the music - Britney Spears (240.000 prodanih singlov)
- 2007: Beat goes on - Kanye West
- 2008: 4 minutes - Justin Timberlake in Timbaland (3.877.000 prodanih singlov)
- 2009: Revolver - Lil Wayne
- 2011: I don't give a - Nicki Minaj
- 2012: Give me all your luvin - Nicki Minaj in M.I.A. (58.000 prodanih singlov)
- 2015
  - Bitch I'm Madonna - Nicki Minaj
  - Iconic - Chance the Rapper in Mike Tyson